# Škoda Rapid
Škoda Rapid ist die Bezeichnung mehrerer Pkw-Modelle des tschechischen Herstellers Škoda Auto. Der Name Rapid wurde von 1935 bis 1947 das erste Mal verwendet, das zweite Mal 1984 für den Nachfolger des Škoda Garde. 2011 wurde die Modellbezeichnung für eine Kompaktlimousine wieder eingeführt, die nur in Entwicklungs- und Schwellenländern erhältlich ist. 2012 wurde der Name auch für eine in Europa vertriebene Kompaktlimousine verwendet. Diese unterscheidet sich deutlich von dem seit 2011 produzierten Modell. 

## Baureihenüberblick

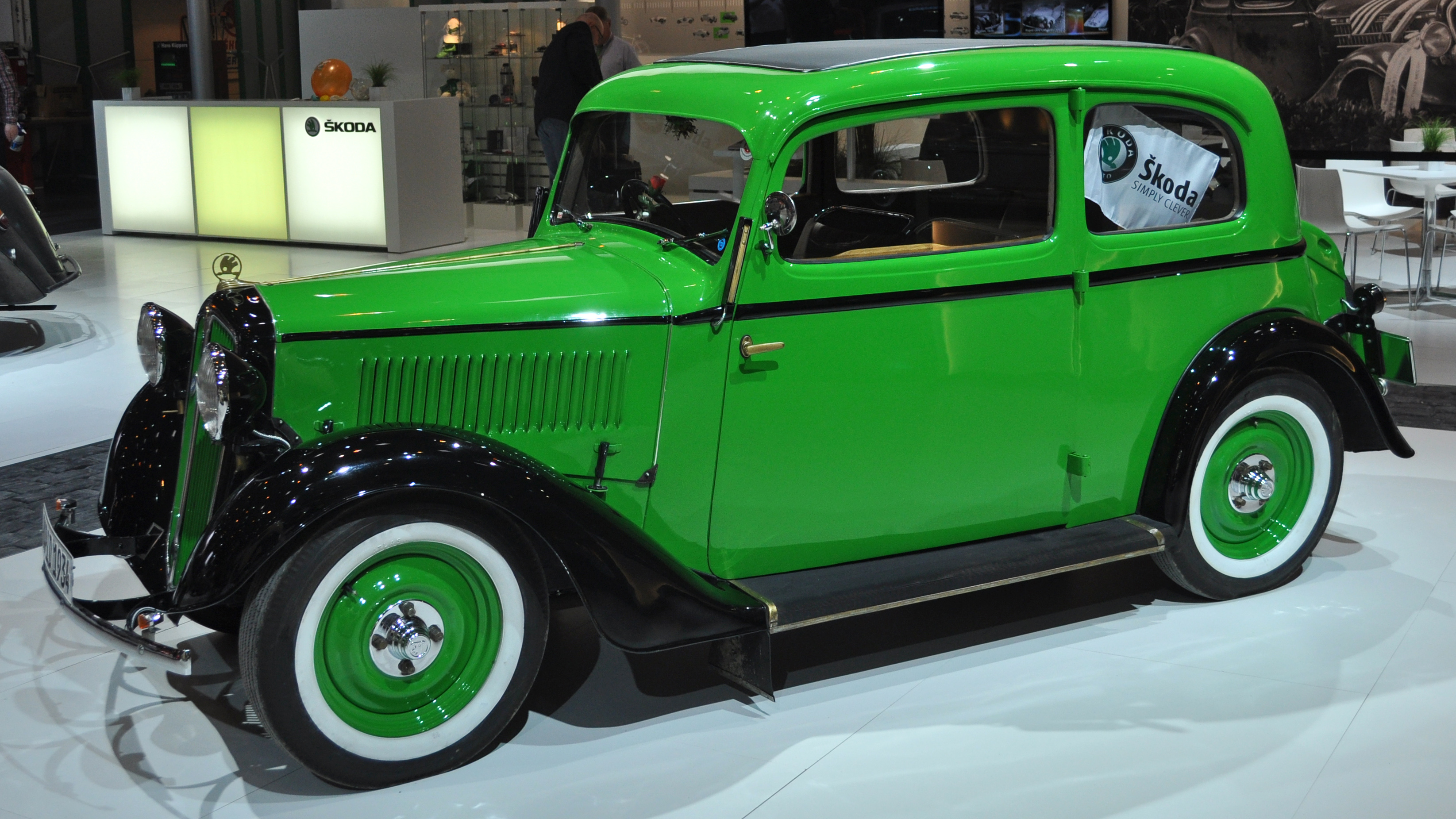
Škoda 420/421 Rapid (1934)
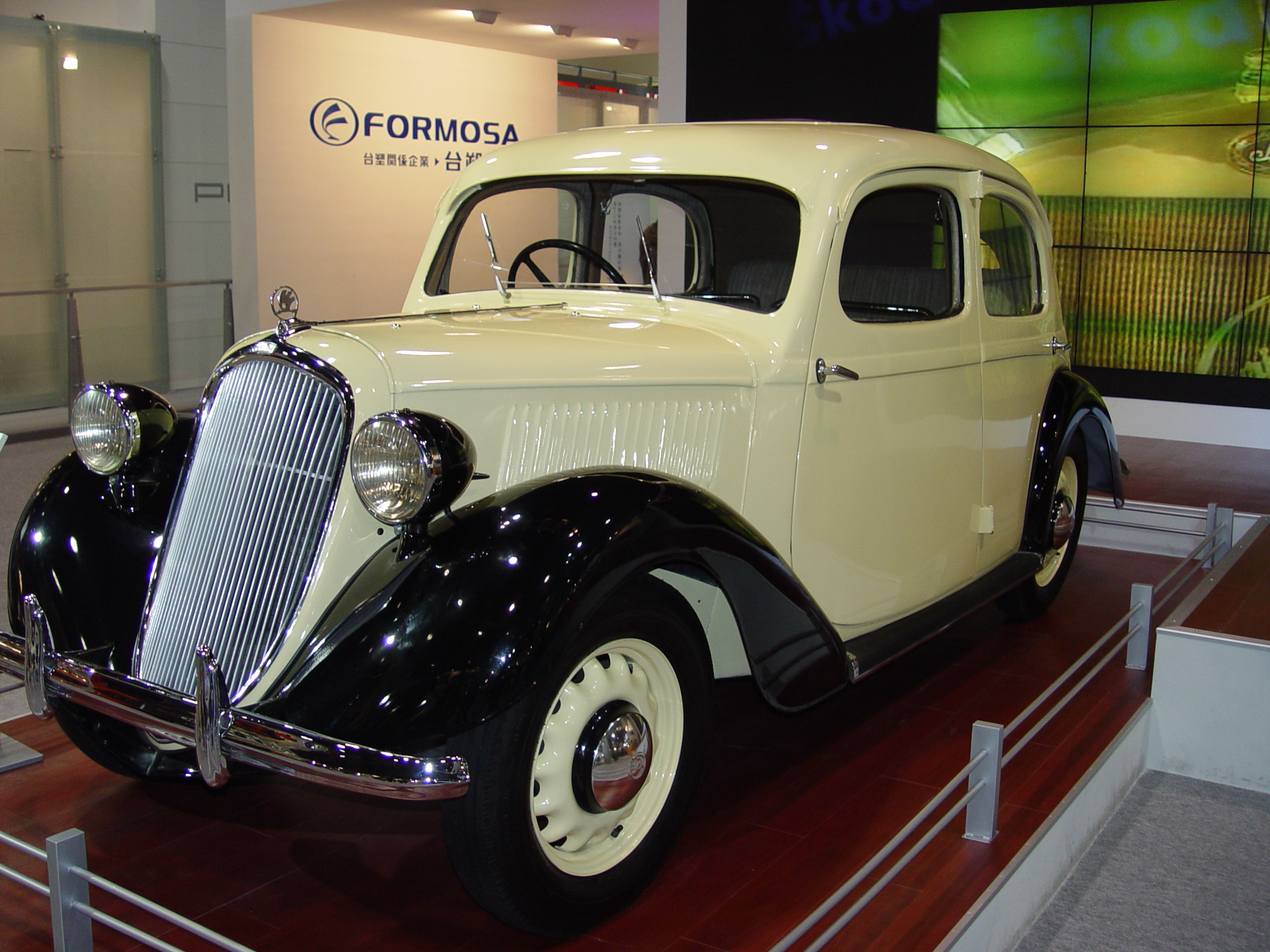
Škoda Rapid (1935–1947)
Škoda Rapid Six (1935)
Škoda Rapid 2200 (1941–1942)
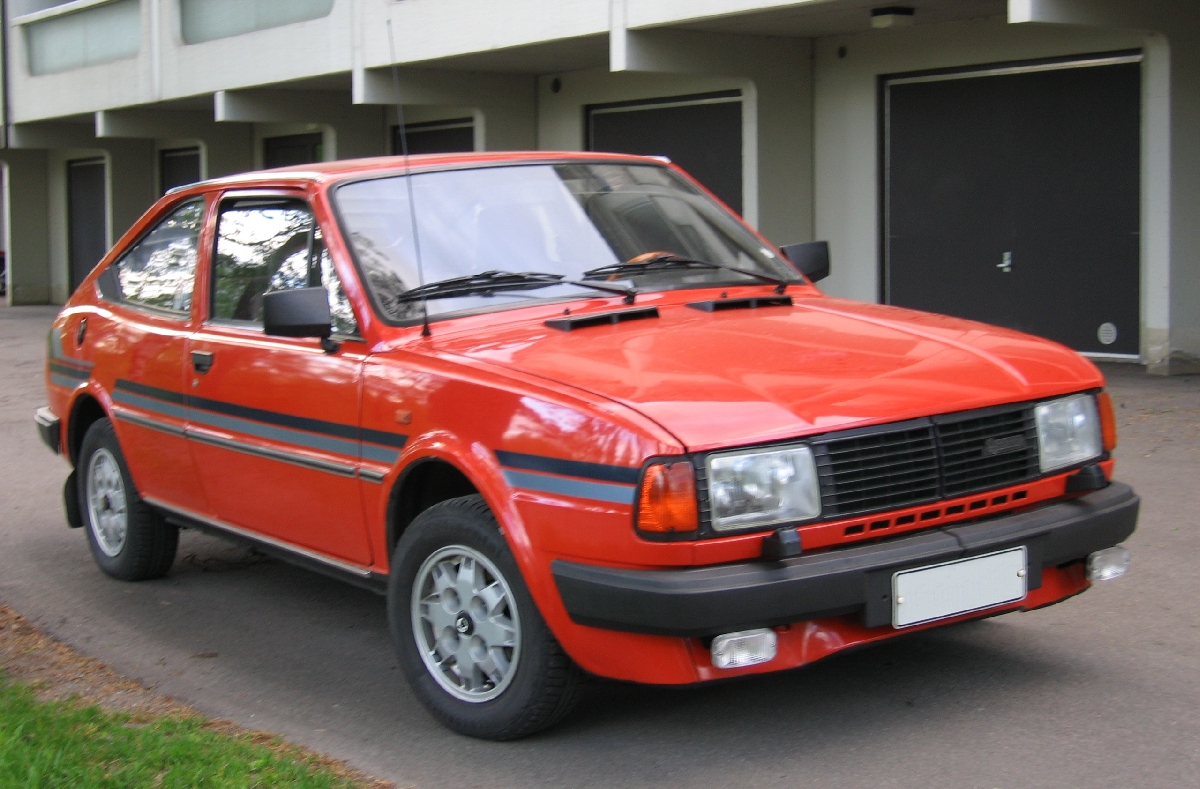
Škoda Rapid (1984–1990)
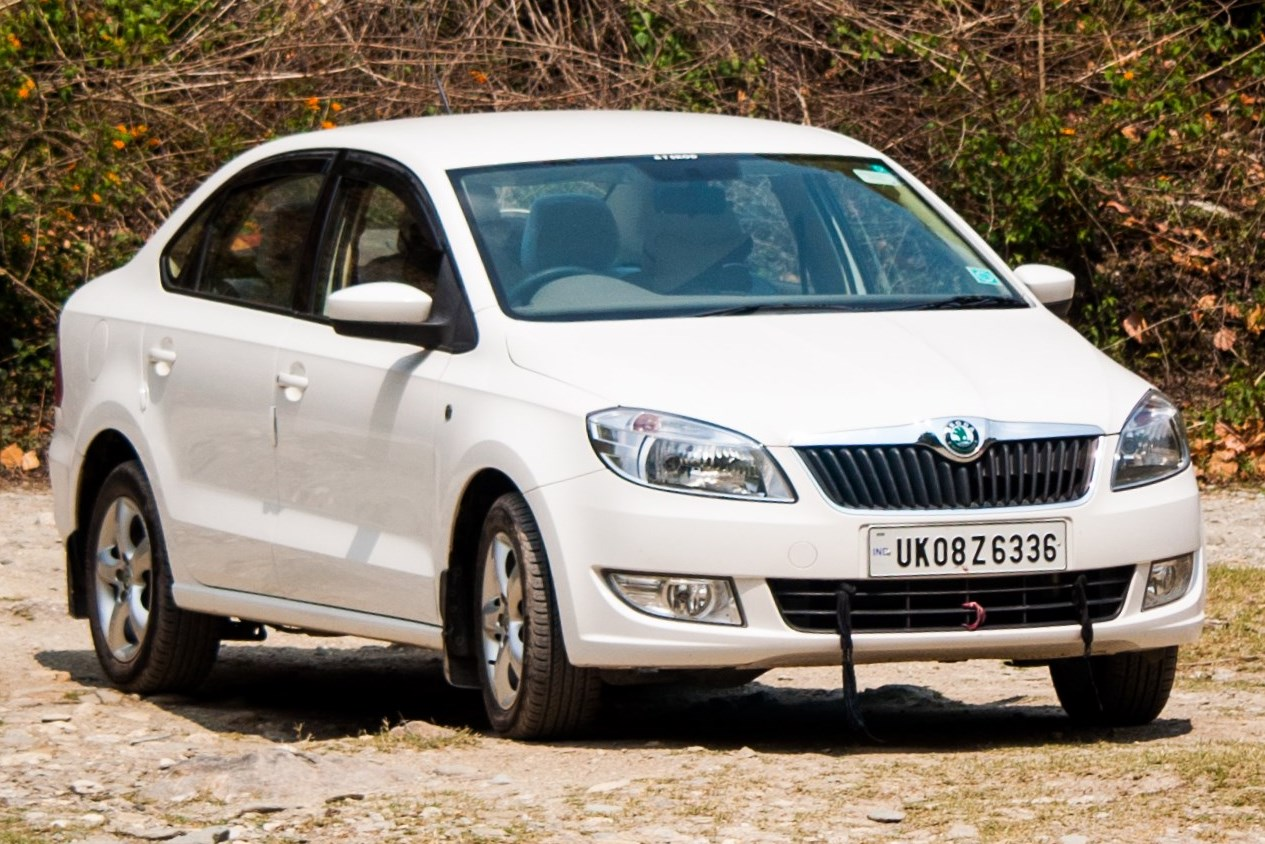
Indien/China Škoda Rapid (2011–2017)
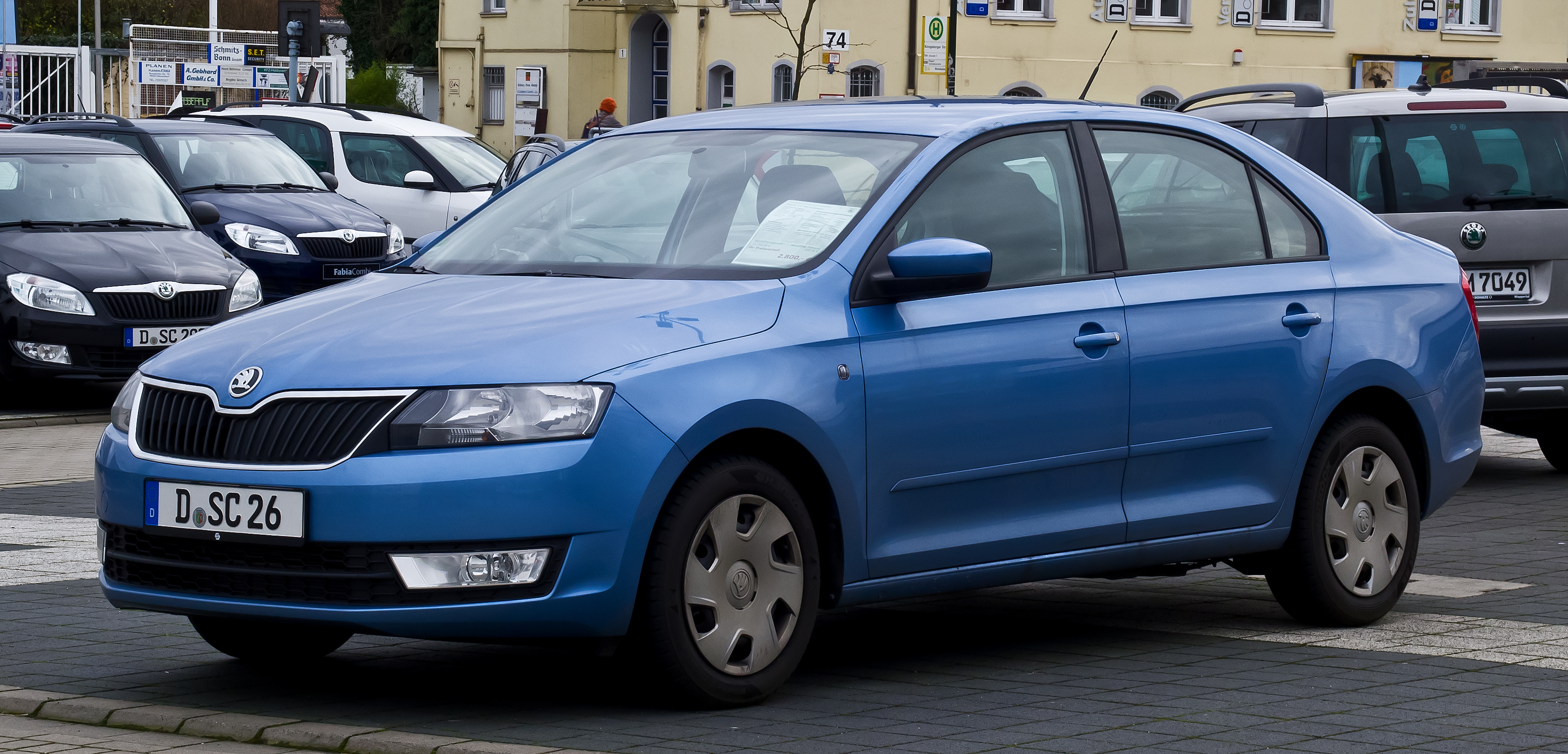
Europa Škoda Rapid (2012–2017)
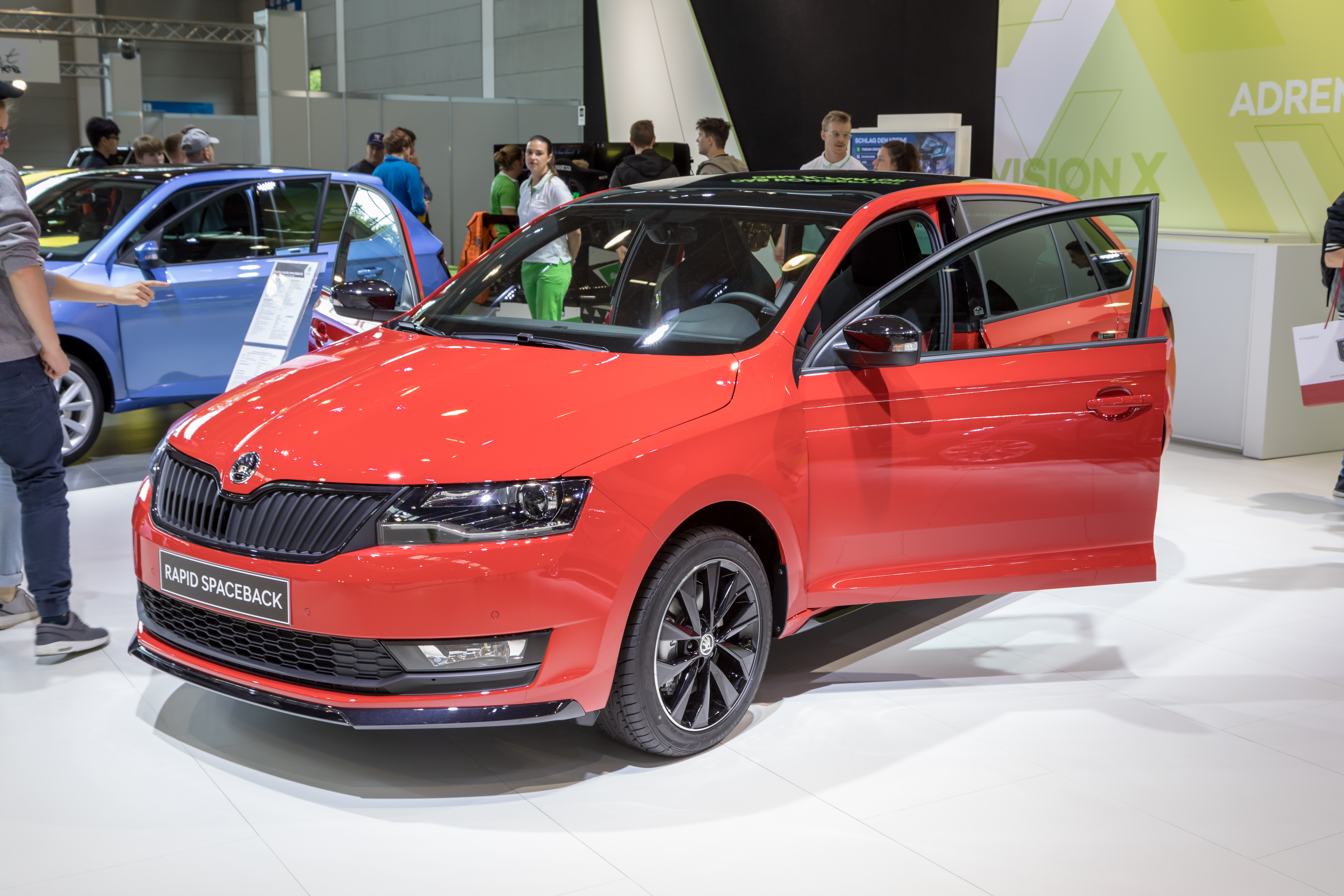
Europa Škoda Rapid (2017–2019, Facelift)